# Belmonte del Sannio
Belmonte del Sannio – miejscowość i gmina we Włoszech, w regionie Molise, w prowincji Isernia.
Według danych na rok 2004 gminę zamieszkiwało 921 osób, 46 os./km².